# Natura morta d'atuells (Zurbarán)
Natura morta d'atuells és un quadre de Francisco de Zurbarán pintat entre 1635 i 1664 que actualment forma part de la col·lecció permanent del Museu Nacional d'Art de Catalunya. El quadre ingressà el 1951 amb el llegat de Francesc Cambó.

## Descripció
D'esquerra a dreta es disposen, a tall de fris en un ampit, una sèrie de recipients de diferents formes i mides: un plat d'estany que conté una tassa de metall daurat, una botija sevillana de les anomenades de closca d'ou, un búcar d'Índies i un altre plat de metall amb una altra botija plena d'aigua, tots de mida natural.

## Anàlisi
Un potent focus de llum modela des de l'esquerra els volums dels objectes i destaca els colors daurat, vermell i blanc de la foscor del fons. Es tracta d'una creació misteriosa, de característiques molt especials, que fan que s'assembli a una pintura d'avantguarda i que posseeix tota la saviesa compositiva, el rigor i la serena quietud de l'art de Zurbarán. Sense un indici de naturalesa viva i enmig d'un silenci intens, la disposició en filera dels atuells, gairebé ritual, podria evocar, segons l'esperit barroc, la mesa de l'altar. D'altra banda, no es tracta d'atuells senzills, sinó més aviat d'objectes que superen la condició popular, ja que tant la tassa daurada com el búcar d'Índies eren peces rares que no es feien servir cada dia i que solien servir d'ornament.
Francesc Cambó va posseir dos exemplars d'aquesta obra, ambdós iguals i autògrafs del mestre extremeny: aquest i un altre que es conserva al Museo del Prado. Pel que fa a la data d'execució, no hi ha unanimitat entre la crítica especialitzada, ja que mentre que alguns les situen entre el 1635 i el 1640, recentment s'han proposat els anys de la darrera etapa madrilenya del mestre, cap al 1650-1664.